# Charles Arthur Gauvreau
Pour les articles homonymes, voir Gauvreau.
Charles Arthur Gauvreau (29 septembre 1860-9 octobre 1924) est un auteur, notaire et homme politique fédéral du Québec.

## Biographie
Né à L'Isle-Verte dans le Canada-Est, M. Gauvreau étudia au Collège de Rimouski et à l'Université Laval. En tant qu'auteur, il écrivit Captive et bourreau, Les épreuves d'un orphelin et Histoire de Trois-Pistoles. Élu député du Parti libéral du Canada dans la circonscription de Témiscouata lors d'une élection partielle déclenchée en 1897 après le décès de Charles-Eugène Pouliot, il sera réélu en 1900, 1904, 1908, 1911, 1917 et en 1921. Il est mort en fonction en 1924.